# فيليب كراوس
فيليب كراوس (بالإنجليزية: Philip Kraus)‏ هو مغني ومغني أوبرا أمريكي، ولد في 17 نوفمبر 1950.

## وصلات خارجية
- فيليب كراوس على موقع ميوزك برينز (الإنجليزية)
- فيليب كراوس على موقع ديسكوغز (الإنجليزية)